# Casinha Pequenina
Casinha Pequenina é um filme brasileiro de 1963, do gênero comédia dramática, produzido pela PAM Filmes e dirigido por Glauco Mirko Laurelli.
Este filme trata, em seu enredo, problemas de injustiças sociais como preconceito racial e social, bem como a luta contra o poder dos coronéis.

## Sinopse
No Brasil império, pouco antes da abolição da escravatura, o poderoso fazendeiro Pedro, proprietário de escravos, envolve seu humilde empregado Chico, um colono de bom coração e sua família num plano  para se livrar de uma dupla de mulheres vigaristas que o chantageiam por causa de um assassinato cometido no passado. No entanto, Nestor, o filho rebelde de Chico, se envolve com uma delas e renega as acusações que sua família e seu amigo Bento procuram esclarecer.

## Elenco
- Amácio Mazzaropi - Chico
- Geny Prado - Fifica
- Roberto Duval - Coronel Pedro
- Tarcísio Meira - Nestor
- Luis Gustavo - Bento
- Guy Loup - Ester
- Marly Marley - Carlota
- Marina Freire - Josefina
- Edgard Franco - Ezequiel
- Astrogildo Filho - Pulso de Ferro
- Ingrid Tobias - Ivone
- João Batista de Souza - filho caçula de Chico
- Luiz Carlos Braga - Osório
- Marthus Mathias - Zé Trovão, presidiário
- Joverci de Almeida
- João Franco (Xangô) - Anastácio
- Hamilton Saraiva - dono do armazém
- Edgard de Lima
- Durvalino de Souza
- Daniel Paulo Masser
- Edson Lopes - escravo cantor
- Augusto César Ribeiro - capanga de Pedro
- Milton Amaral